# Шумадијске метафоре
"Шумадијске метафоре" су књижевни фестивал који се организује сваке године у Младеновцу.

## Историјат фестивала
Библиотека "Деспот Стефан Лазаревић", у сарадњи са другим установама културе на територији општине Младеновац, организује Књижевни фестивал "Шумадијске метафоре" од 1987. године. Првих пет година, манифестација има искључиво локални карактер, али временом постаје прави, међународни књижевни фестивал, на ком годишње учествује, у просеку, тридесетак књижевника из иностранства. Првобитна идеја је била да се седиште фестивала сваке године сели у други шумадијски град, међутим, фестивал ипак остаје везан само за Младеновац. Први победник је Драгана Буквић. Први зборник радова штампан је 1992. године, а од 1999. поред зборника, "Шумадијске метафоре" штампају књигу победника и књиге баштеника. Под окриљем овог фестивала до данас је штампано преко две стотине наслова. Почевши од 1995. године, фестивал улази у програм Београдског међународног сусрета писаца у организацији Удружења књижевника Србије. Од 2002. године "Шумадијске метафоре" додељују и Карађорђеву повељу, чији је носилац до сада била плејада знаменитих књижевника међу којима су Срба Игњатовић, Матија Бећковић, Радомир Андрић и други.

## Конкурс фестивала
У почетку, конкурс фестивала је био ограничен искључиво на поезију, како би се касније проширио на кратку причу, као и на есеј чија је тема један од песника баштеника. Поред основног такмичарског дела за одрасле, у оквиру конкурса "Шумадијских метафора", постоји и конкурс за дечје радове, али искључиво за школе из Младеновца. Повеља „Карађорђе" додељује се за животно дело посвећено српској духовности, њен носилац је увек угледнији песник који је дате године објавио најбољи текст о Карађорђу или Првом српском устанку. Изузев Карађорђеве повеље, кључно за конкурс фестивала јесете да текст није био раније објављиван, како би се пружила шанса неафирмисаним ауторима. Поред конкурса за есеј и поменуте повеље, односно, за основни део конкурса, не постоји унапред задата тема; аутори, дакле, имају потпуну слободу у избору својих радова, без било какве потребе уступака у виду тематске или идеолошке пригодности. Другим речима, принцип жирирања главног дела конкурса је искључиво естетски. Све књиге које се штампају у оквиру фестивала поседују и пратеће текстове еминентих стручњака у области науке о књижевности.

## Главна награда фестивала
Главна награда јесте штампање збирке поезије, која није објављивана, аутора који је дате године приложио најбољу песму. Одлуку о томе доноси стручни жири који се сваке године мења. Добитник награде има право слободног уређивања збирке у односу на остатак свог опуса, што представља једну од фундаменталних одлика у развоју књижевности, почевши још од античких времена.